# Tom Wolber
Tom Wolber est un homme d'affaires allemand né le 26 septembre 1959 à Essen en Allemagne. Il était le président du groupe Euro Disney jusqu'au 11 juillet 2016. Il a pris ses fonctions le 15 septembre 2014, succédant à Philippe Gas. Il est remplacé à la présidence d'Euro Disney par Catherine Powell. Celui-ci retrouve ses hautes responsabilités au sein de la Disney Cruise Line à la suite de l'annonce de deux nouveaux paquebots de la compagnie de croisière. Le 15 septembre 2017, il devient CEO de Crystal Cruises filiale de Genting.

## Parcours
De nationalité allemande, il a réalisé une grande partie de sa carrière au sein du groupe Disney (plus de vingt ans) en occupant différentes fonctions dans les filiales suivantes, et a notamment participé à l'ouverture de Disneyland Paris en 1992. Il a été directeur général adjoint « opérations et transports » en Floride, chargé des hôtels et de Disney Transport.
Il parle quatre langues : français, néerlandais, anglais et allemand.
Il est diplômé de l'école de science appliqué de Breda NHTV Internationale Hogeschool promotion 1986.
Tom Wolber  a passé les 20 dernières années de sa carrière au sein du groupe Disney  : 
- Disney Vacation Club
- de 1999 à 2004 pour Disney MGM Studios en tant que vice-président
- de 2004 à 2013 pour Disney Cruise Line en tant que vice-président chargé des Opérations
- de février 2013 à mars 2014 Walt Disney World en tant que Senior Vice-President pour Disney Sports Enterprises et Down Town Disney
- de mars 2014 à septembre 2014 Walt Disney World Resort en Floride en tant que directeur général adjoint Opérations & Transport[2]
- Le 15 septembre 2014, il prend le poste de président du groupe Euro Disney en remplacement de Philippe Gas, qui lui prend la direction de Shanghai Disney Resort. Il est remplacé depuis le 11 juillet 2016 par Catherine Powell[7].
- Le 12 avril 2016, Disney annonce la nomination de Catherine Powell à sa présidence d'Euro Disney à partir du 11 juillet 2016 et le retour de Tom Wolber à un poste de vice-président de Disney Cruise Line[7],[8].

Il a entre autres participé au lancement des navires Disney Dream et Disney Fantasy, au développement de Disney Springs et à la croissance continue des activités de Disney dans le domaine du sport.